# 모숀머저로바르

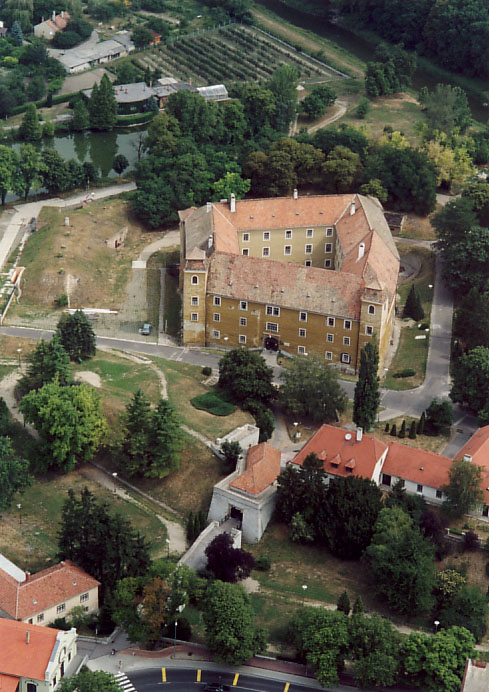
모숀머저로바르 요새

모숀머저로바르(헝가리어: Mosonmagyaróvár, 독일어: Wieselburg-Ungarisch Altenburg 비젤부르크웅가리시알텐부르크[*])는 헝가리 북서부 죄르모숀쇼프론 주에 위치한 도시로 면적은 85.35km2, 인구는 32,256명(2009년 기준), 인구 밀도는 372.57명/km2이다.
오스트리아, 슬로바키아 국경과 접한다. 1939년 모숀(Moson, 독일어: Wieselburg 비젤부르크[*])과 머저로바르(Magyaróvár, 독일어: Ungarisch-Altenburg 웅가리시알텐부르크[*])가 합병되어 신설되었다.

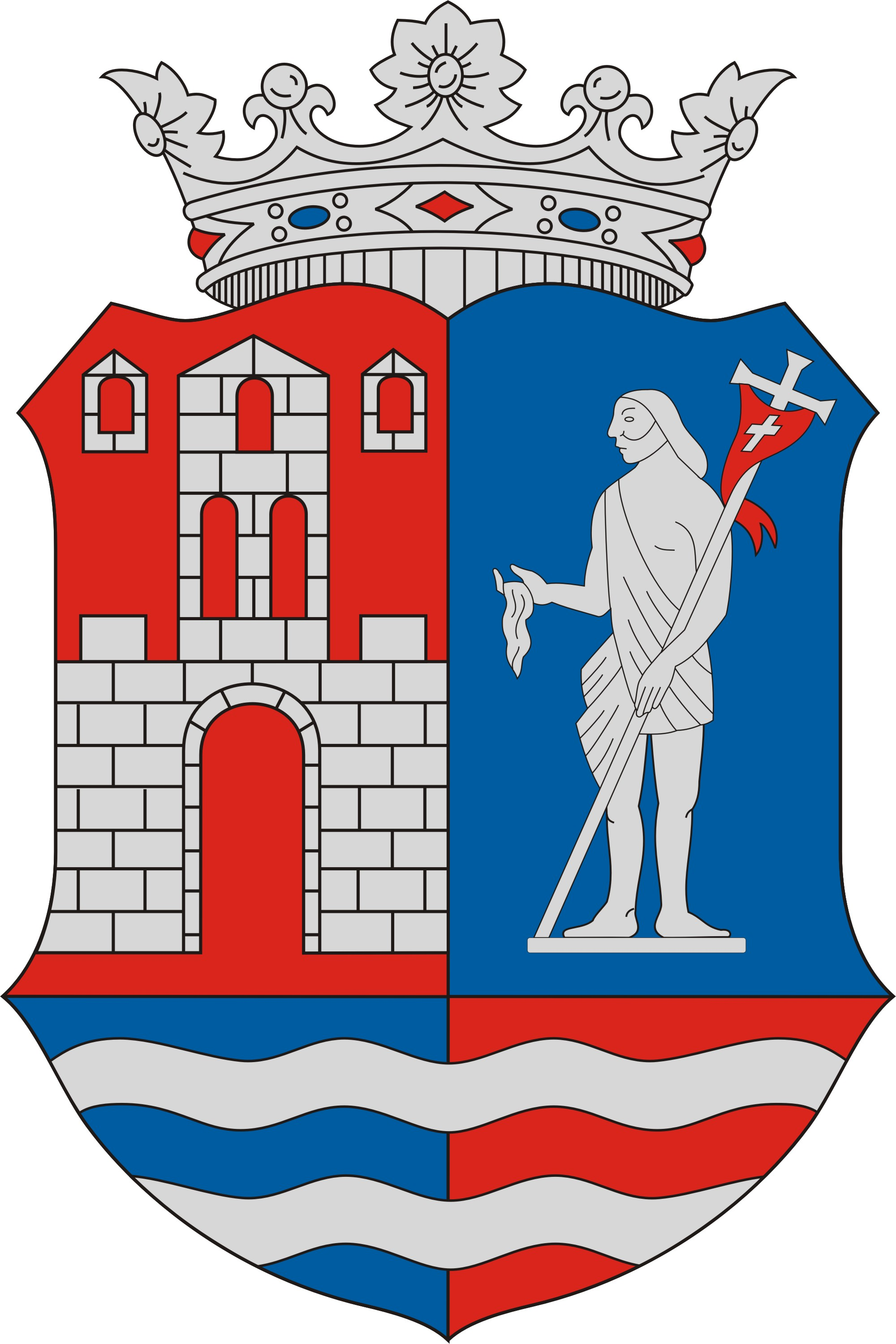
시 문장

## 자매 도시
- 독일 하테르스하임암마인
- 오스트리아 슈토케라우
- 이탈리아 아레세
- 슬로바키아 샤모린
- 슬로바키아 세네츠
- 폴란드 피오트르쿠프트리부날스키
- 루마니아 스픈투게오르게